# Tamin
Tamin is een geslacht van spinnen uit de familie van de spoorspinnen (Miturgidae).

## Soorten
- Tamin pseudodrassus Deeleman-Reinhold, 2001
- Tamin simoni Deeleman-Reinhold, 2001